# Odontolejeunea
Odontolejeunea là một chi rêu trong họ Lejeuneaceae.